# Vicente Romero Romero
Vicente Romero Romero (n. Valencia; 8 de febrero de 1987) es un exfutbolista español.

## Trayectoria
Un producto de la cantera del Valencia CF locales, Romero sólo apareció una vez para el primer equipo, el 5 de diciembre de 2006, cuando jugó 15 minutos en la derrota de 0-1 el lado en el AS Roma en la UEFA Champions League de la temporada después de entrar como sustituto de Jorge López.
La gran mayoría de su último carrera transcurrió en la Comunidad Valenciana, en las ligas menores - Segunda División B o inferior.